# Grundgebilde
In der synthetischen projektiven Geometrie oder Geometrie der Lage des dreidimensionalen Raumes unterscheidet man die „Inzidenzen“ je zweier der drei Grundelemente Punkt, Gerade und Ebene wie folgt:
- Ein Punkt liegt in einer Geraden oder die Gerade geht durch den Punkt.
- Ein Punkt liegt in einer Ebene oder die Ebene geht durch den Punkt.
- Eine Gerade liegt in einer Ebene oder die Ebene geht durch die Gerade.

In vereinfachter Ausdrucksweise sagt man statt „liegt in“ oder „geht durch“ dabei einfach „inzidiert mit“.
Die Menge all jener Grundelemente (Punkte, Geraden, Ebenen), die je mit einem anderen Grundelement, dem jeweiligen „Träger“, inzidieren, nennt man ein Grundgebilde. Mit der obigen Unterscheidung gibt es davon sieben, nämlich
- die Menge aller Punkte, die mit einer Geraden inzidieren, genannt Punktreihe,
- die Menge aller Geraden, die mit einem Punkt inzidieren, genannt Geradenbündel (englisch pencil),[1]
- die Menge aller Punkte, die mit einer Ebene inzidieren, genannt Punktfeld,
- die Menge aller Ebenen, die mit einem Punkt inzidieren, genannt Ebenenbündel (englisch bundle of planes),[2]
- die Menge aller Geraden, die mit einer Ebene inzidieren, genannt Geradenfeld,
- die Menge aller Ebenen, die mit einer Geraden inzidieren, genannt Ebenenbüschel (englisch sheaf of planes),[3]
- und die Teilmenge aller Geraden eines Geradenfeldes, die zudem mit einem bestimmten Punkt der Trägerebene inzidieren, sie wird Geradenbüschel genannt.

Untersucht man die Verhältnisse der verschiedenen Grundgebilde untereinander, so zeigt sich, dass einige ein anderes enthalten: Ein Grundgebilde I ist in einem Grundgebilde II enthalten, wenn I eine echte Teilmenge von II ist. I heißt dann auch ein Grundgebilde erster Stufe und II ein Grundgebilde zweiter Stufe.
Es gibt somit die drei Grundgebilde erster Stufe
- Punktreihe, Geradenbüschel und Ebenenbüschel

und die vier Grundgebilde zweiter Stufe
- Punktfeld, Geradenfeld, Geradenbündel und Ebenenbündel.

Sonderfälle der vorgenannten Grundgebilde sind schließlich das Parallelgeradenbüschel und das Parallelgeradenbündel mit unendlich weit entferntem Trägerpunkt sowie das Parallelebenenbüschel mit unendlich weit entfernter Trägergerade.